# Dévoluy
Dévoluy (även: Le Dévoluy) är en kommun i departementet Hautes-Alpes i regionen Provence-Alpes-Côte d'Azur i sydöstra Frankrike. Kommunen ligger i kantonen Veynes som ligger i arrondissementet Gap. År 2017 hade Dévoluy 966 invånare.
Kommunen bildades den 1 januari 2013, då kommunerna Agnières-en-Dévoluy, La Cluse, Saint-Disdier och Saint-Étienne-en-Dévoluy slogs samman. Kommunens huvudort är Saint-Étienne-en-Dévoluy.